# Сарп (КПП)

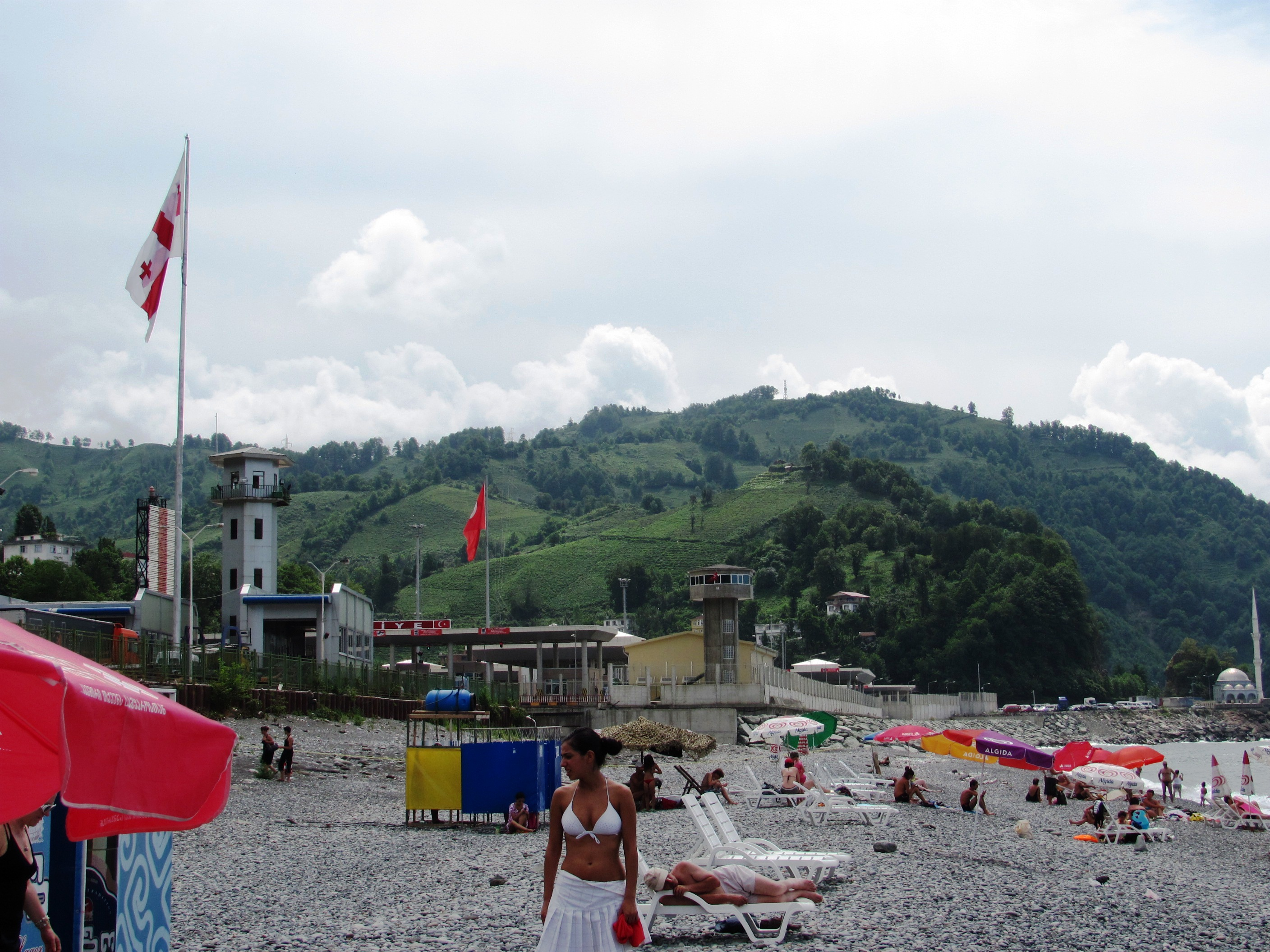
Турецкие и грузинские флаги на КПП. Пограничный переход считается оним из самых демократичных, рядом с КПП расположены пляжи.

Сарп (тур. Artvin Sarp Kara Hudut Kapısı)  или Сарпи (на грузинской стороне: груз. სარფი)- международный пункт пропуска на турецко-грузинской границе. Пересечение границы возможно как пешком так и на автомобиле. Открыт в 1989 году. Расположен на высоте 252 м над уровнем моря . Начиная с 10 декабря 2011 года граждане Турции и Грузии могут пересекать КПП по внутренним паспортам (удостоверениям личности) . В 2018 году КПП прошло более 6,9 млн человек.